# Лихеномфалия
Лихеномфа́лия (лат. Lichenomphalia) — род лихенизированных грибов-базидиомицетов из семейства Гигрофоровые (Hygrophoraceae). Фитобионты — водоросли из рода Coccomyxa.

## Описание
- Плодовые тела шляпконожечные. Шляпка до 1,5 см в диаметре, в молодом возрасты выпуклой, затем плоской и вдавленной формы, гигрофанная, бледная или яркая, с относительно гладкой поверхностью.
- Гименофор пластинчатый, пластинки нисходящие на ножку.
- Ножка до 3 см длиной, гигрофанная, с гладкой или ворсистой поверхностью, окрашенной в розоватые или коричневатые тона. Покрывало отсутствует.
- Споры гиалиновые, яйцевидной, миндалевидной, каплевидной или эллиптической формы. Базидии почти цилиндрической формы, двух- или четырёхспоровые[1].

## Экология
Большая часть видов распространена в районах с прохладным горным или арктическим климатом, некоторые на равнинах или в южных горных лесах. Произрастают на торфе, гумусе, растительных остатках, отмирающих лишайниках и мхах, нередко в сырых местах.

## Виды
Род Лихеномфалия включает около 8 видов.
- Lichenomphalia alpina (Britzelm.) Redhead, Lutzoni, Moncalvo & Vilgalys, 2002 — Лихеномфалия альпийская
- Lichenomphalia aurantiaca (Redhead & Kuyper) Redhead, Lutzoni, Moncalvo & Vilgalys, 2002
- Lichenomphalia chromacea (Cleland) Redhead, Lutzoni, Moncalvo & Vilgalys, 2002
- Lichenomphalia cinereispinula Neville & Fouchier, 2009
- Lichenomphalia grisella (P.Karst.) Redhead, Lutzoni, Moncalvo & Vilgalys, 2002
- Lichenomphalia hudsoniana (Jenn.) Redhead, Lutzoni, Moncalvo & Vilgalys, 2002 — Лихеномфалия гудзонская
- Lichenomphalia lobata (Redhead & Kuyper) Redhead, Lutzoni, Moncalvo & Vilgalys, 2002
- Lichenomphalia meridionalis (Contu & La Rocca) P.A.Moreau & Courtec., 2008
- Lichenomphalia pararustica (Clémençon) Elborne, 2008
- Lichenomphalia umbellifera (L.) Redhead, Lutzoni, Moncalvo & Vilgalys, 2002 — Лихеномфалия зонтиконосная
- Lichenomphalia velutina (Quél.) Redhead, Lutzoni, Moncalvo & Vilgalys, 2002 — Лихеномфалия бархатная